# سنوخس عصوي كاذب سوسيا
هو طفيلي ثنائي الفلكتانيد أحادي العائل على خياشيم الهامور. تم وصفه في عام 2007 من قبل لاساد نيفار ولويس اوزيت.وفقًا لـ نيفار و اوزيت ، يشير اسم النوع إلى سوسيا ، التي تواجه في كوميديا بلوتوس أمفيتريون ضعفها ، وتشابه المهبل في السنوخس العصوي الكاذب سوسيا مع السنوخس العصوي الكاذب بيفرليبيرتوناي. 
أعاد شعبان ونيفار وجي وجوستين وصف الأنواع في عام 2016. 

## وصف
السنوخس العصوي الكاذب سوسيا هو صغير أحادي العائل. الأنواع لها الخصائص العامة للأنواع الأخرى من السنوخس العصوي الكاذب ، بجسم مسطح وحاضن خلفي يسمى الحبتور ، وهو العضو الذي من خلاله يعلق أحادي الجين نفسه بخياشيم المضيف. يحمل الحبتور قرصين مربعين ، أحدهما بطني والآخر ظهري. العضو التناسلي الذكري المصلب ، أو "العضو الرباعي" ، له شكل حبة مع أربع حجرات داخلية ، كما هو الحال في الأنواع الأخرى من السنوخس العصوي الكاذب. يحتوي المهبل على جزء متصلب ، وهو هيكل معقد.

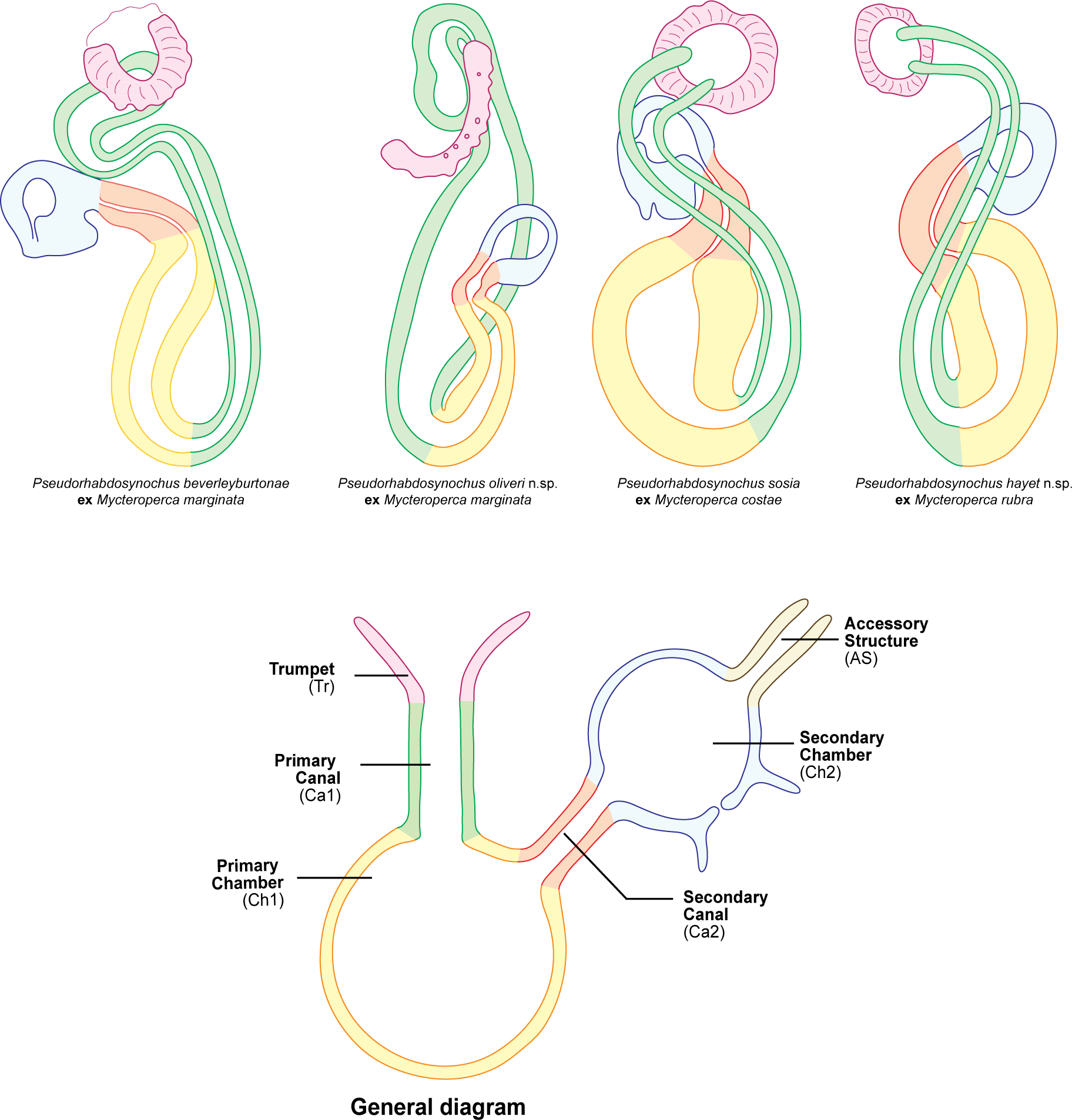
أنواع السنوخس العصوي الكاذب من مجموعة بيفرليبيرتوناي - تماثلات المهبل

تمت إعادة وصف السنوخس العصوي الكاذب سوسيا من عينات المتحف والمجموعات الجديدة من خارج تونس بواسطة شعبان ، ونيفار ، وجي وجوستين ،الذين اقترحوا إقامة "مجموعة بيفرليبرتوناي" للأنواع التي تشترك معها في خصائص مشتركة ، بما في ذلك المهبل المتصلب وأقراص الحرشفية ، وتستضيف أسماك الوقار التي تنتمي إلى جنس مايكتيروبيركا في البحر الأبيض المتوسط وشرق المحيط الأطلسي. هذه الأنواع هي P. beverleyburtonae (Oliver، 1984) Kritsky & Beverley-Burton، 1986، P. sosia، P. Hayet Chaabane، Neifar، Gey & Justine، 2016 and P. oliveri Chaabane، Neifar، Gey & Justine، 2016.

## المضيفين والمحليات
الهامور البقعي الذهبي هو المضيف من نوع السنوخس العصوي الكاذب سوسيا. النوع المحلي هو البحر الأبيض المتوسط قبالة تونس. قبالة داكار ، السنغال ، هي منطقة إضافية.